# Коловорот (інструмент)

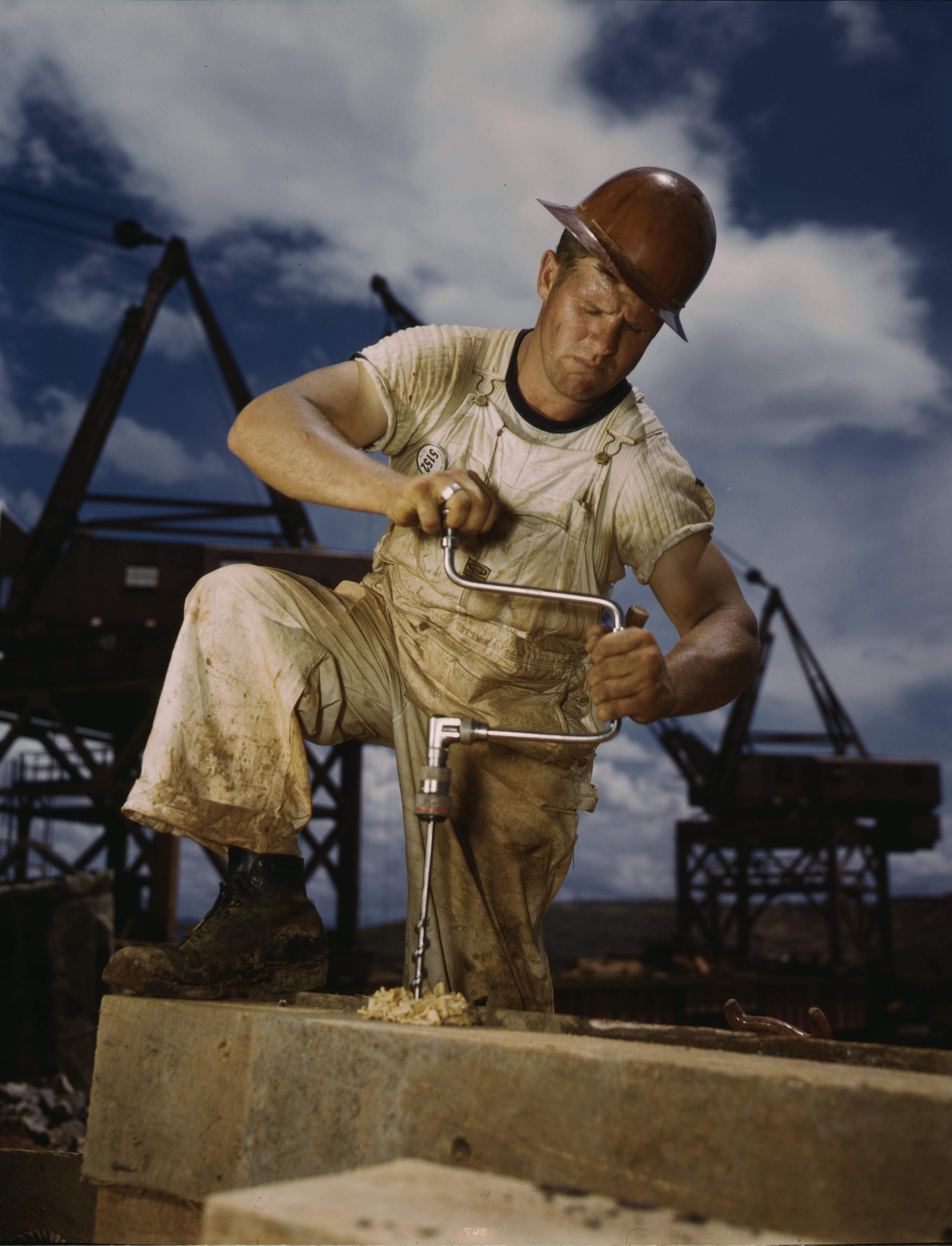
Тесляр свердлує отвір коловоротом, США, 1942 р.

Коловоро́т — ручний інструмент для свердління отворів у деревині та інших м'яких матеріалах, з ручкою у вигляді скоби та патроном для затискання свердел чи інших знарядь, які потребують при їх використанні обертання навколо осі та прикладення осьового зусилля. У роботі цього інструмента використовується принцип коловорота (корби) — одного з простих механізмів.
Для ручного приведення у дію пристрою у середній його частині розташована обертова рукоятка а на верхньому кінці встановлений «грибок». У нижній частині коловорота поміщена колодка із порожниною квадратного чи прямокутного перерізу або затискний патрон для закріплення свердла.